# Sky Open
Die Sky Open sind ein unregelmäßig stattfindendes Squashturnier für Herren. Es findet in Kairo, Ägypten, statt und ist Teil der PSA World Tour. Das Turnier wurde 2008 ins Leben gerufen und gehörte drei Jahre lang zur PSA World Series. In den Jahren 2011 und 2012 wurde die Austragung ausgesetzt. Zuletzt gehörte es zur Kategorie International 50. Das Gesamtpreisgeld betrug 50.000 US-Dollar.

## Sieger
| Jahr                         | Sieger             | Finalgegner      | Ergebnis                     |
| ---------------------------- | ------------------ | ---------------- | ---------------------------- |
| 2013                         | Mohamed Elshorbagy | Karim Darwish    | 11:2, 11:7, 11:8             |
| 2011, 2012: keine Austragung |                    |                  |                              |
| 2010                         | Nick Matthew       | Karim Darwish    | 6:11, 11:7, 12:10, 13:11     |
| 2009                         | Karim Darwish      | Grégory Gaultier | 11:6, 7:11, 6:11, 11:9, 11:3 |
| 2008                         | Wael El Hindi      | Karim Darwish    | 11:8, 11:5, 5:11, 11:9       |